# The Barracudas
The Barracudas es una banda inglesa de surf rock formada a finales de 1978. La formación original de la banda estaba formada por Jeremy Gluck ( voz ), Robin Wills (guitarra y voz), Starkie Phillips (bajo y voz) y Adam Phillips (batería), aunque estos dos últimos abandonaron la formación antes de grabar su primer sencillo.
La banda es conocida por la exitosa canción de 1980 Summer Fun, que alcanzó el puesto 37 en la lista de sencillos del Reino Unido.
La banda se disolvió en 1984 con un concierto de despedida en Madrid. Desde entonces, han retomado su actividad solo ocasionalmente.

## Inicios
Los inicios de la banda se remontan a 1978 cuando Gluck, de origen canadiense, conoció a Wills en un concierto de Dead Fingers Talk, a los que les unió sus intereses musicales comunes. Comenzaron llamándose "RAF", pero finalmente se decidieron por el nombre de The Barracudas. El nombre se inspiró en una canción de The Standells.
En 1981 publican su primer álbum, Drop Out with The Barracudas que incluía su canción más exitosa, Summer Fun. Ese mismo año abandona  la banda el baterista Nick Turner para formar parte de los The Lords of the New Church. Posteriormente, grabó un segundo álbum, Mean Time, que fue publicado en 1983.
En 1984 la banda graba y publica su tercer álbum Endeavour to Persevere. Ese año paralizan su actividad que no retomarán hasta unos años después, en 1989, dando como resultado el disco Wait for Everything.
En 2005 la banda vuelve a reencontrarse, dando lugar al lanzamiento de un nuevo disco, The Barracudas, editada por la discográfica NDN. Por otro lado, en 2014 reeditaron su segundo disco, Mean Time.